# Jerry Beck
Jerry Beck (New York, 9 febbraio 1955) è uno storico del cinema, saggista e blogger statunitense.
Storico dell'animazione cinematografica e televisiva, è autore di più di quindici saggi sull'animazione classica statunitense e i suoi personaggi, tra cui The 50 Greatest Cartoons (1994), ma anche sull'arte di film moderni della DreamWorks Animation come Madagascar, Bee Movie e Mr. Peabody e Sherman. Beck è anche un consulente del settore intrattenimento per produzioni televisive e home video relative a cartoni animati classici come Looney Tunes, Braccio di Ferro e Picchiarello, apparendo spesso in documentari e commenti audio.
È creatore e curatore del blog Animation Scoop e del sito Cartoon Research, oltre ad aver cofondato il celebre sito Cartoon Brew. Ex dirigente di Nickelodeon Movies e Walt Disney Television Animation, ha scritto per The Hollywood Reporter e Variety.

## Biografia
All'inizio della sua carriera, Beck collaborò con lo storico del cinema Leonard Maltin sul suo libro Of Mice and Magic (1980), organizzò festival dell'animazione a Los Angeles e fu determinante nel fondare la pubblicazione internazionale Animation Magazine. Nel 1989 cofondò la Streamline Pictures importando negli Stati Uniti anime come Akira, Vampire Hunter D e Laputa - Castello nel cielo. Negli anni novanta tenne corsi sull'arte dell'animazione presso l'UCLA, la NYU e la School of Visual Arts. Nel 1993 divenne un membro fondatore del comitato consultivo di Cartoon Network e attualmente è presidente del consiglio ASIFA-Hollywood. Come vicepresidente della Nickelodeon Movies, contribuì a sviluppare Rugrats - Il film (1998). Ha co-prodotto o è stato consulente in molte raccolte home video di cortometraggi animati di Warner Bros., MGM, Disney e Fleischer Studios.
Nel 2004, Beck e il collega Amid Amidi cofondarono il sito Cartoon Brew, che si concentra principalmente su notizie dell'animazione contemporanea. Beck ha venduto la sua comproprietà di Cartoon Brew a febbraio 2013, creando il blog Animation Scoop per notizie sull'animazione contemporanea e continuando a scrivere sull'animazione classica in Cartoon Research. Attualmente insegna storia dell'animazione alla Woodbury University di Burbank.

## Opere
- (EN) Will Friedwald e Jerry Beck, The Warner Brothers Cartoons, Lanham, Scarecrow Press, 1981, ISBN 0-8108-1396-3.
- (EN) Jerry Beck e Will Friedwald, Looney Tunes and Merrie Melodies: A Complete Illustrated Guide to the Warner Bros. Cartoons, New York, Henry Holt and Company, 1989, ISBN 0-8050-0894-2.
- (EN) Jerry Beck, I Tawt I Taw a Puddy Tat: Fifty Years of Sylvester and Tweety, New York, Henry Holt and Company, 1991, ISBN 0-8050-1644-9.
- (EN) Jerry Beck (a cura di), The 50 Greatest Cartoons: As Selected by 1,000 Animation Professionals, Nashville, Turner Publishing Company, 1994, ISBN 1-878685-49-X.
- (EN) Jerry Beck e Will Friedwald, Warner Bros. Animation Art: The Characters, the Creators, the Limited Editions, Fairfield, Hugh Lauter Levin Associates, 1997, ISBN 0-88363-360-4.
- (EN) Jerry Beck e Todd McFarlane, Outlaw Animation: Cutting-Edge Cartoons from the Spike and Mike Festivals, New York, Harry N. Abrams, 2003, ISBN 0-8109-9151-9.
- (EN) Jerry Beck, Looney Tunes: The Ultimate Visual Guide, New York, Dorling Kindersley, 2003, ISBN 0-7894-9758-1.
- (EN) Jerry Beck, Animation Art: From Pencil to Pixel, the World of Cartoon, Anime and CGI, HarperDes, 2004, ISBN 0-06-073713-1.